# 異域傳說系列
異域傳說系列是由Monolith Soft製作，由南夢宮及之後的萬代南夢宮發行的電子遊戲系列，另有漫畫版和動畫版的發行。和《異域神兵》一樣，《異域傳說》的內容基本上是由高橋哲哉所創作的。

## 系列作品
主要的遊戲三部曲（PlayStation 2平臺）：
- 异度传说 一章 权力意志（Xenosaga Episode I: Der Wille zur Macht），發行於2002年2月
- 异度传说 二章 善恶的彼岸（Xenosaga Episode II: Jenseits von Gut und Böse），發行於2004年6月
- 異域傳說 三章 查拉圖斯特拉如是說（Xenosaga Episode III: Also sprach Zarathustra），發行於2006年7月6日

其他遊戲作品：
- 異域傳說 吹笛手：手機遊戲
- 異域傳說 I·II：任天堂DS平臺，發行於2006年3月30日
- 異域傳說 Freaks：PlayStation 2平臺，發行於2004年4月28日

另外有動畫版《異域傳說》（Xenosaga the Animation，2005年1月5日由朝日電視台播放）和漫畫版，還有官方網路系列作A Missing Year等。

## 故事背景
自西历20XX年，人類從肯亞圖爾卡納湖的湖畔挖出了一個名叫索哈爾（Zohar）的物體之後，便開始對它進行研究，後來有人重建出來所謂的「神之語言」，並建立電腦程式以啟動原始索哈爾，進行和上位領域的U-DO（上位領域當中的紅色波動存在）連結的連結實驗，但很不幸地，從上位領域流入下位領域的能量造成了事象變移，使地球（遊戲中所謂的「失落耶路撒冷」）幾乎完全從宇宙中「消失」，人類因而被迫逃亡，離開地球。
到了四千多年後，在遊戲開始前十五的T.C.4753年，米爾奇亞行星（Miltia）爆發了所謂的米爾奇亞衝突事件，在此次事件當中，米爾奇亞行星的人類疑似遭到了格諾西斯（Gnosis）的攻擊，並在衝突事件後消失，但事件的真相卻因為米爾奇亞的消失而不為人知。在事件後，啟動原始索哈爾（後來人類製造出了十二具索哈爾模擬體，因此原有的索哈爾就被稱之為原始索哈爾）所需的神之語言、原始索哈爾的研究成果、米爾奇亞的U.M.N.座標等事物，都被封存在Y資料當中，而Y資料又被封存在百式觀測用合成人（Relian）M.O.M.O.的意識內，然而這麼做卻引起了各方勢力對M.O.M.O.的爭奪，因此星團聯邦政府（遊戲中統治各行星的政府，Galaxy Federation）雇了一個名叫Ziggurat 8的生化人（Cyborg），以保護M.O.M.O.的安全。
另一方面，在米爾奇亞衝突事件結束後的十幾年，也就是大約在遊戲EPI開始的時候，當時最大的企業貝克達公司以對抗格諾西斯侵擾的名義，進行對格諾西斯用戰鬥兵器KOS-MOS的開發計劃，但和當時多使用合成人（Realian）與生化人（Cyborg）的情況所不同的是，KOS-MOS是個純粹的機械製品。另一方面，在EPI開始時，參與KOS-MOS開發計劃的貝克達公司第一開發局研究人員卯月紫苑，正乘著當時載有還沒正式啟動的KOS-MOS的Woglinde號太空船進行旅途。但沒想到其太空船卻被衝著索哈爾而來的格諾西斯所攻擊，而KOS-MOS也在此時突然啟動，卯月紫苑因而被捲入一連串和格諾西斯及索哈爾有關的陰謀，以及會改變人類命運的事件當中……

## 纪年
T.C.是異域傳說系列遊戲系列中所使用的紀年標準，基本上遊戲中的事件都以此來紀年，T.C.元年為公元2510年，人類開始太空移民計劃之時，由於之後人類已離開地球，故採用此新的年號，而地球後來也被改稱「失落耶路撒冷」，人類的新居住地則被稱為「新耶路撒冷」。
一般而言，B.C.為Before Christ，意即「耶穌基督的時代之前」，A.D.為Anno Domini，意即「主（耶穌基督）的時代」，而T.C.為Transcend Christ的簡寫，據稱其意為「耶穌基督的時代之後」

## 遊戲角色

卯月紫苑在Xenosaga第二部裡的造型

- 卯月紫苑（シオン・ウヅキ）

卯月紫苑是Xenosaga遊戲系列中的主要角色，在Xenosaga一代和二代當中，她是貝克達公司(Vector Industries)的員工，也是KOS-MOS開發計劃的主任委員，另外，她有個哥哥名叫卯月仁(ジン・ウヅキ)
生年：T.C 4745年
年齡：22歲
身高：163公分
體重：48公斤
配音員：前田愛
- KOS-MOS
- 基奇（Ziggurat 8/Ziggy， ）
- M.O.M.O.
- 凱歐斯（Chaos）
- 小蓋格農‧庫凱（Jr.）
- 卯月仁
- 迦南（Canaan）
- 艾倫‧瑞捷利（Allen Ridgeley）
- 逸見美雪（ミユキ・イツミ）

## 外部連結
- （日語）《異域傳說》官方網站 （页面存档备份，存于）
- （英文）Xenosaga Wiki，異域傳說系列的資料庫